# UGC 8335
UGC 8335 (również Arp 238) – para galaktyk spiralnych silnie oddziałujących ze sobą grawitacyjnie. Znajduje się w konstelacji Wielkiej Niedźwiedzicy w odległości około 400 milionów lat świetlnych od Ziemi. Obie galaktyki są powiązane ze sobą mostem materii. Posiadają też dwa silnie zakrzywione ogony gazu i gwiazd od zewnętrznej strony. W jądrach obu galaktyk widoczne są pasy pyłu.
W UGC 8335 zaobserwowano supernową SN 2012by.